# Isoperla tripartita
Isoperla tripartita és una espècie d'insecte plecòpter pertanyent a la família dels perlòdids present a Europa: Albània, Àustria, Bulgària, Eslovàquia, Alemanya, Grècia, Hongria, Romania, Txèquia i els territoris de l'antiga República Federal Socialista de Iugoslàvia. En el seu estadi immadur és aquàtic i viu a l'aigua dolça, mentre que com a adult és terrestre i volador.

## Subespècies
- Isoperla tripartita obliqua (Zwick, 1978)[10][11] Grècia, Montenegro i Macedònia del Nord[12]
- Isoperla tripartita recta (Zwick, 1978)[13][14][15] Grècia[12][16][17][8]
- Isoperla tripartita tripartita (Illies, 1954)[18][19] Europa[12][20][8]